# Nornik tundrowy
Nornik tundrowy (Alexandromys middendorffii) – gatunek ssaka z podrodziny karczowników (Arvicolinae) w obrębie rodziny chomikowatych (Cricetidae), występujący na północy Syberii i wzdłuż wybrzeży Oceanu Arktycznego.

## Zasięg występowania
Nornik tundrowy występuje w północnej Azji zamieszkując w zależności od podgatunku:
- A. middendorffii middendorffii – zachodnia i środkowa Syberia, od zatok rzek Ob i Taz na wschód do Zatoki Chatańskiej i od półwyspu Tajmyr na południe do Sajanu Wschodniego (Rosja).
- A. middendorffii hyperboreus – nornik jakucki – wschodnia Syberia i Rosyjski Daleki Wschód (Jakucja, Czukocki Okręg Autonomiczny, północny Kraj Chabarowski, obwód magadański i północny Kraj Kamczacki).
- A. middendorffii ryphaeus – wybrzeże Morza Barentsa i Morza Karskiego od półwyspu Kanin na wschód do półwyspu Jamał i Uralu Północnego (Rosja).

## Taksonomia
Gatunek po raz pierwszy zgodnie z zasadami nazewnictwa binominalnego opisał w 1853 roku rosyjski zoolog Alexander von Middendorff nadając mu nazwę Arvicola obscurus, jednak nazwa ta była zajęta przez Hypudaeus obscurus opisanego w 1941 roku przez Eduarda Friedricha Eversmanna. Nową nazwę Alexandromys middendorffii dla tego gatunku ukuł w 1881 roku rosyjski zoolog Iwan Semionowicz Polakow. Holotyp pochodził z obszaru rzeki Dudypta, na półwyspie Tajmir, w Kraju Krasnojarskim, w Rosji. 
A. middendorffii należy do podrodzaju Alexandromys i grupy gatunkowej mongolicus. Dawniej A. middendorffii i A. hyperboreus uważano za odrębne gatunki, ale badania genetyczne i morfometryczne wykazały, że są jednym gatunkiem. Morfologicznie i genetycznie A. middendorffii tworzy grupę siostrzaną z A. gromovi. Autorzy Illustrated Checklist of the Mammals of the World rozpoznają trzy podgatunki.

### Etymologia
- Alexandromys: Boyd Alexander (1873–1910), oficer British Army, podróżnik, ornitolog[13]; gr. μυς mus, μυος muos „mysz”[14].
- middendorffii: Alexander Theodor von Middendorff (1815–1894) rosyjski (Niemiec bałtycki), rosyjski zoolog i botanik[15].
- hyperboreus: łac. hyperboreus „północny”, od gr. Ὑπερβορεοι Huperboreoi „lud skrajnej północy”[16].

## Morfologia
Długość ciała (bez ogona) 99–150 mm, długość ogona 21–42 mm, długość ucha 10–15 mm, długość tylnej stopy 15–22 mm; masa ciała 20–70 g. 

## Biologia
Zamieszkuje obszary podmokłe, choć nory kopie w suchych miejscach. Żywi się głównie turzycami.
Okres rozrodczy tego gryzonia przypada od maja do sierpnia, w sprzyjających latach wydłuża się, sięgając nawet od marca po październik. Samice, które przezimowały, wydają na świat rocznie do 3 miotów. Płodność tych gryzoni jest różna w różnych częściach obszaru występowania, większa w Jakucji, a mniejsza na Uralu.

## Populacja
Nornik tundrowy jest uznawany za gatunek najmniejszej troski, nie są znane żadne bezpośrednie zagrożenia dla tego gatunku. Liczebność populacji nie jest znana, prawdopodobnie tak jak u innych nornikowatych podlega wahaniom, np. spada wskutek zimnych wiosen. Powodzie i ulewne deszcze zmuszają te gryzonie do krótkodystansowych migracji.